# Bembidion purianum
Bembidion purianum är en skalbaggsart som beskrevs av Hayward. Bembidion purianum ingår i släktet Bembidion och familjen jordlöpare. Inga underarter finns listade i Catalogue of Life.